# Kokeshi

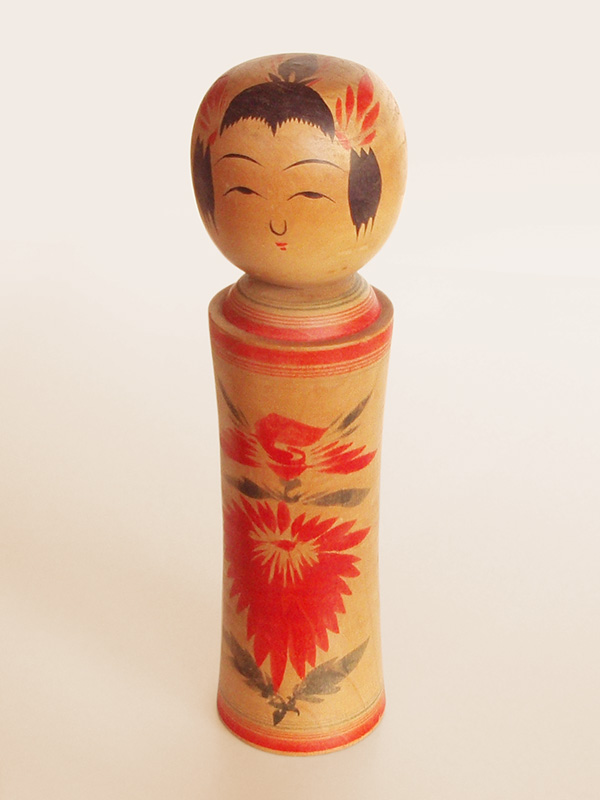
Ejemplo de una kokeshi-dentō, o tradicional.

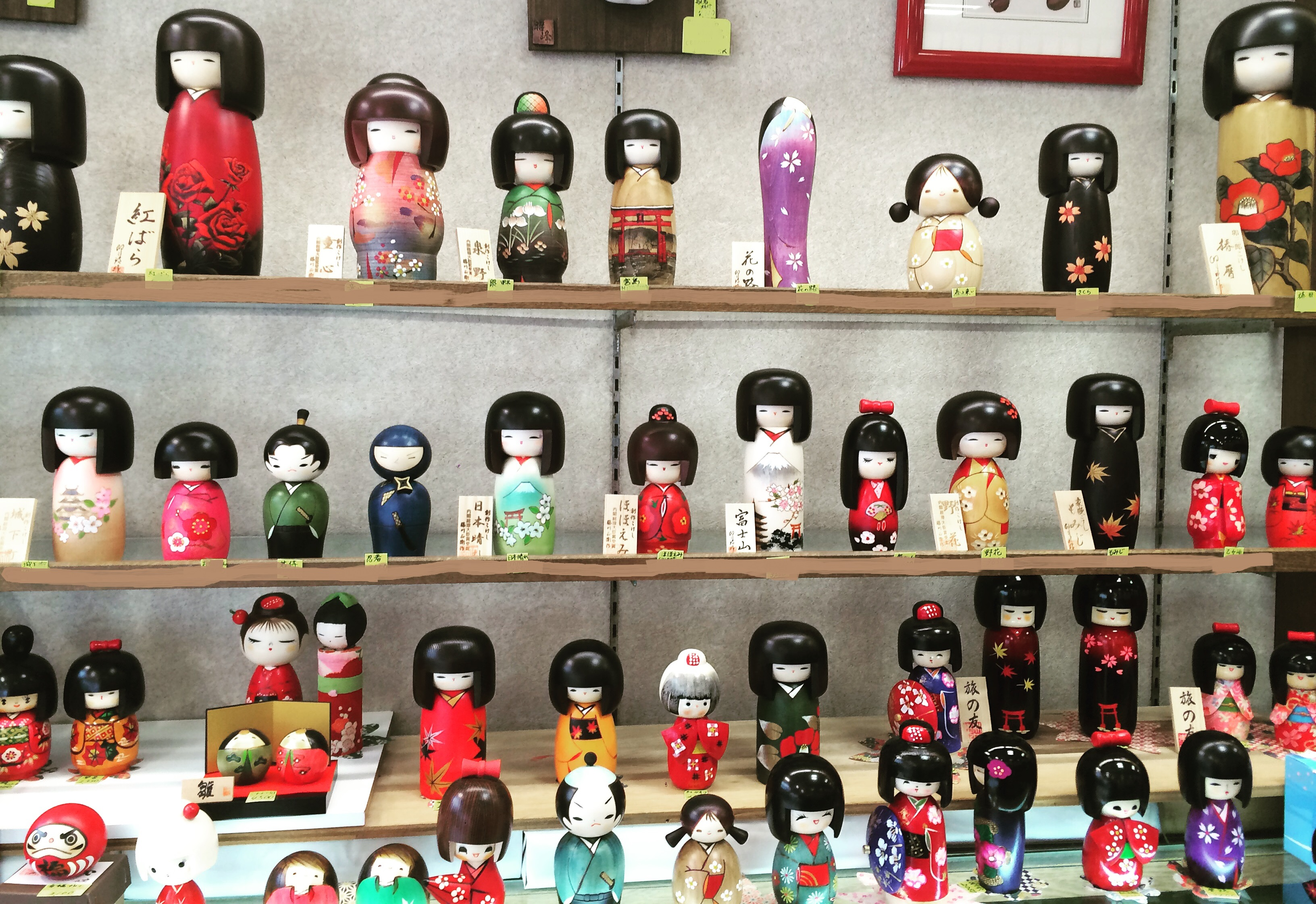

Las kokeshi (こけし en japonés) son muñecas artesanales y tradicionales japonesas. Son originarias de la región de Tohoku en el norte de Japón y se caracterizan por tener un tronco simple y una cabeza redondeada pintadas a mano con líneas sencillas para definir el rostro. El cuerpo tiene diseños ornamentales florales y no poseen brazos ni tampoco piernas. La parte inferior generalmente está marcada con la firma o sello del artesano. Se fabrican a mano utilizando como materia prima madera de árboles frutales como el mizuki o cerezo.

## Etimología
Existe una teoría que afirma que el significado de la palabra es niño muerto, basándose en que podría ser una variación de una forma distinta de ko (niño) y kesu (librarse).
Otra teoría, más aceptada, señala que el nombre sólo indica el material y la forma de las muñecas, y que la referencia a los niños muertos, niños inertes es un error surgido de la confusión entre los hiragana ko y keshi con los kanji 子 y 消 し.
Los caracteres hiragana (こけし) se acordaron en la Exhibición Japonesa de Kokeshi (全国こけし大会) que tuvo lugar en Naruko en 1939.

## Origen
El origen real de las kokeshis son chinas. 

## Tipos
Las formas y patrones de estas muñecas son particulares de cada zona y han pasado de maestro a aprendiz durante años. Hay once tipos de kokeshi tradicionales (伝統こけし dentō-kokeshi), agrupadas aquí según su origen:
1. Tsuchiyu, de acuerdo a su lugar en Tsuchiyu (土湯) en la Prefectura de Fukushima,
2. Tōgatta, de acuerdo a su lugar en Tōgatta (遠刈田) en la Prefectura de Miyagi,
3. Yajirō o Yajiro, de acuerdo a su lugar en la ciudad de Yajirō (弥治郎) de Shiroishi en la Prefectura de Miyagi,
4. Narugo o Naruko, de acuerdo a su lugar en Narugo o Naruko (鳴子) en la Prefectura de Miyagi,
5. Sakunami, de acuerdo a su lugar en Sakunami (作並), en Sendai, en la Prefectura de Miyagi y también en la ciudad de Yamagata,
6. Yamagata, de las ciudades de Hanamaki, en la Prefectura de Yamagata,
7. Zaō o Zao-takayu de acuerdo a su lugar en Zaō (蔵王) en la Prefectura de Yamagata
8. Hijiori o Hijoro, de acuerdo a su lugar en Hijiori (肘折) en la Prefectura de Yamagata,
9. Kijiyama, de la ciudad de Yuzawa en la Prefectura de Akita,
10. Nambu, de las ciudades de Hanamaki y Morioka en la Prefectura de Iwate,
11. Tsugaru, de acuerdo a sus lugares en Nuruyu (温湯) y Ōwani (大鰐) en la Prefectura de Aomori.

Existen también las llamadas kokeshi creativas (新型こけし, kokeshi-shingata o kokeshi-sosaku) donde el artesano tiene libertad creativa en cuanto a formas, colores y diseño. Este tipo es relativamente nuevo y fueron desarrolladas después de la Segunda Guerra Mundial.

## Otras figuritas tradicionales japonesas
Se pueden enunciar muchas muñecas tradicionales, pero se reomienda la lectura del artículo principal, Muñeco tradicional japonés:
1. Hakata
2. Hina
3. Kintarō
4. Gosho
5. Musha
6. Karakuri
7. Bunraku
8. Iki
9. Ichimatsu
10. Teru teru bozu
11. Hoko
12. Anesama y Shiori
13. Shikishi
14. Kimekomi (木目込人形)
15. Daruma

## Publicaciones
- S. Noma: Kokeshi. An Illustrated Encyclopedia. Kodansha, 1993. ISBN 4-06-205938-X, p. 813. (en japonés)
- M. Madelyn: Kokeshi Village. California, 2002. All rights reserved www.soulportals.com (website, en inglés)